# モナルコマキ
モナルコマキ（フランス語: Monarchomaque、ドイツ語: Monarchomachen、英語: Monarchomachs）または、暴君放伐論（ぼうくんほうばつろん）とは、中世的な抵抗権のひとつ。神の法（具体的には『聖書』の記述）や自然法、あるいは封建的基本法に依拠して、暴君や悪い君主は抵抗されてしかるべきだとする理論。宗教戦争、とくに16世紀フランスのユグノー戦争のなかでプロテスタント側から特徴的に現れた。

## 概要

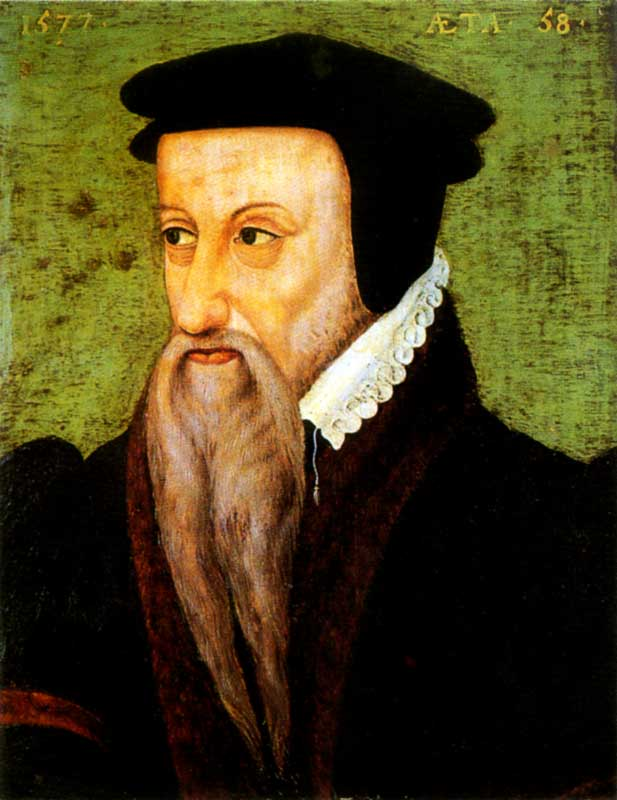
「モナルコマキ」のひとり、テオドール・ド・ベーズ（1519-1605）

ジュネーヴで宗教改革を始めたジャン・カルヴァン自身は、信徒に対し反乱や抵抗を認めなかったが、カルヴァン死後のカルヴァン派は国家からの弾圧に抵抗した。ユグノー戦争のなかでも特に凄惨な光景となった1572年のサン・バルテルミの虐殺は、プロテスタント（ユグノー）に大恐慌をもたらした。それまでユグノーは、カルヴァンの政治思想にそって国王を尊重していたが、この事件を機に国王から決定的に離れていった。
翌1573年、ジュネーヴのテオドール・ド・ベーズは『臣民に対する為政者の権利について』において、人民の同意しない僭主や、また正当な君主であっても権力を濫用する場合の抵抗権を主張した。ただし、ベーズは、抵抗する資格のない個人の権利については制限しており、抵抗する資格があるのは次位の為政者、具体的には貴族や三部会であるとしている。
同年、フランソワ・オットマンは『フランコガリア』を刊行し、ゲルマン人の伝統である等族国家の「祖先の良き法」によって絶対主義に対抗する思想を表明した。ローマ人が専制政治を持ち込み、ゲルマン人には本当の自由があるという観念は、18世紀のシャルル・ド・モンテスキューも「自由はゲルマンの森より」と述べており、こうしたゲルマン的自由を制度にしたものが選挙王政や等族国家での立憲主義とみなされた。
暴君への抵抗理論の典型例といわれるのが、「ユニウス・ブルートゥス」なるペンネームの著者が1579年に著した『暴君に対する自由の擁護』（『暴君に対する反抗の権利』）である。このパンフレットでは、君主は神の代理人として神の法を行う義務を負うと述べ、『旧約聖書』を引用して、神、君主、人民の間には契約があるとする。したがって、君主が神の法を侵した場合には服従しなくてもよいということになる。そしてベーズ同様に、王に抵抗できるのは次位の為政者である貴族だけであるとされ、ここでも等族国家をモデルとした考えがうかがえる。一方、近隣の暴君の支配に苦しむ国に干渉戦争をおこなうことは、「真の宗教」を擁護することであるとして肯定される、とした。
モナルコマキでは、封建的基本法をよりどころにして、君主は人民（実際は貴族団体）との契約によって統治権を与えられたものととらえる（これを統治契約という）。このことは、君主が戴冠式の宣誓の際に神法や王国基本法を遵守する誓約をおこなう行為に端的に現れている。これは人民・貴族からすれば、自己の特権をこれによって擁護したとみなすことができる。すなわち、君主による貴族の諸特権への侵害は、契約違反に相当することから抵抗が認められるだけでなく、それが「神意」であるともされたのである。

## カトリック強硬派への影響
カルヴァン派（ユグノー）は、ユグノー戦争において、ブルボン家のアントワーヌとその弟コンデ親王ルイ、のちにはアントワーヌの子アンリ・ド・ナヴァル（のちのアンリ4世）を旗頭に抵抗したが、一方の、カトリック貴族もギーズ公アンリを中心に「カトリック同盟（ラ・リーグ、"la Ligue"）」を結成し、独自の軍事組織を有した。
カトリック側にも虐殺は行き過ぎだとする反省の意見もあったが、イエズス会をはじめとするカトリック強硬派はこれに反発し、ユグノーをもっと弾圧すべきであると主張した。そして、1584年、王弟アランソン公フランソワの死去により王位継承者がアンリ・ド・ナヴァルとなったとき、将来的にプロテスタントの王が出現する可能性が生じたため、これを抑える意見としてユグノー側のモナルコマキの理論を借用して、権力は人民から来ており、契約違反があれば抵抗権が認められると主張した。
イエズス会のロベルト・ベラルミーノは『至高の権力について』でローマ教皇の権威を強調し、ジャン・ブーシェは国王アンリ3世が1589年に暗殺されたのち『アンリ3世の正統な退位について』でアンリは契約違反であったと論じた。このほか、イスパニアのマリアナやフランシスコ・スアレスがおり、スアレスは国法と自然法を区別したことによってフーゴー・グロティウスの先駆者とされる。しかし、カトリック同盟の教皇至上主義（ウルトラモンタニズム）は、フランスの利益という観点から支持されなくなり、また暗殺のような手段を正当化したことで勢力を減退させた。
貴族や三部会が王権を制約する制限王政を志向し、「真の宗教」を体現する教会を最重視すること、国家の枠組みを相対化するなどの点では、ユグノー側もカトリック側も共通していた。カトリック同盟が、三部会において、スペインの王女をフランス王位に選出しようと画策したのも、「真の宗教」の擁護を優先させるモナルコマキの論理に立ってのことであった。一方、ユグノー戦争では、宗教問題よりも国家の統一と平和を最優先し、絶対主義につながるポリティークの考え方も現れた。